# Плачкі (Великопольське воєводство)
Плачкі (пол. Płaczki, нім. Platau) — село в Польщі, у гміні Занемишль Сьредського повіту Великопольського воєводства.
Населення — 49 осіб (2011).
У 1975-1998 роках село належало до Познанського воєводства.

## Демографія
Демографічна структура станом на 31 березня 2011 року:
|          | Загалом | Допрацездатний вік | Працездатний вік | Постпрацездатний вік |
| -------- | ------- | ------------------ | ---------------- | -------------------- |
| Чоловіки | 26      | 3                  | 23               | 0                    |
| Жінки    | 23      | 4                  | 14               | 5                    |
| Разом    | 49      | 7                  | 37               | 5                    |